# Cualquier día
Cualquier día è l'album di debutto della cantante portoricana Kany García, pubblicato nel 2007, dal quale viene estratto come primo singolo la canzone Hoy ya me voy.

## Il disco
L'album trova una buona accoglienza nel mercato latino, balzando subito al decimo posto della chart latin pop e raggiungendo la posizione numero uno del Top Heatseekers di Billboard. Il successo del disco l'ha portata a realizzare un tour e a duettare con Franco De Vita.
In tutto l'album produce cinque singoli: "Hoy ya me voy", "¿Qué nos pasó?", "Amigo en el baño", "Esta soledad", and "Estigma de amor". Tutte e cinque le canzoni hanno riscosso un grande successo di programmazione in Porto Rico e negli Stati Uniti.

## Tracce
| #  | Titolo                   | Durata |
| -- | ------------------------ | ------ |
| 1  | "Esta soledad"           | 3:12   |
| 2  | "Estigma de amor"        | 3:55   |
| 3  | "Amigo en el baño"       | 3:26   |
| 4  | "Hoy ya me voy"          | 3:57   |
| 5  | "Mujer de tacones"       | 3:15   |
| 6  | "¿Adónde fue Cecilla?"   | 4:12   |
| 7  | "Te vuelvo a ver"        | 3:28   |
| 8  | "¿Qué nos pasó?"         | 3:24   |
| 9  | "Carla se fue"           | 3:11   |
| 10 | "Si ya no estás conmigo" | 3:16   |
| 11 | "Todo basta"             | 3:28   |

## Cualquier día: Edicion Especial
L'album è stato pubblicato nuovamente, con tre canzoni in versione acustica audiovisiva, con i "making of" e tutti e quattro i video estratti sino ad allora. L'album è uscito solo in America e Porto Rico il 21 ottobre 2008 ed è composto da due dischi.